# Хунища
Хунища (на гръцки: Χούνιστα) е планинско село в дем Месолонги, Етолоакарнания, Гърция, разположено на 540 м надморска височина.
Намира са на 11 км северозападно от Месолонги.